# Майстер підземелля

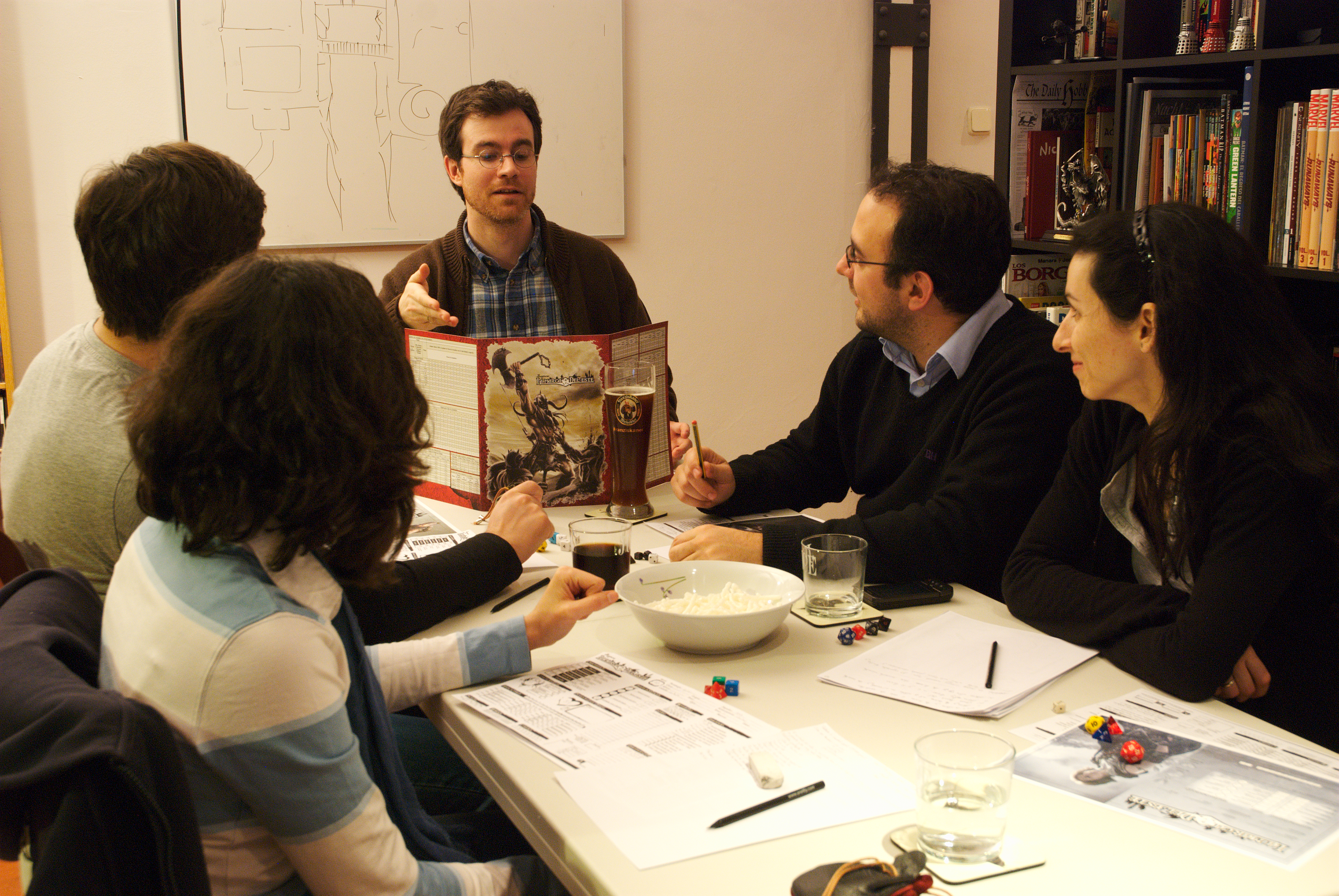
Майстер підземелля пояснює гравцям сценарій за допомогою екрану майстра гри.

Майстер Підземелля (Dungeon Master — DM) — організатор і учасник рольово гри Dungeons & Dragons (D&D), відповідальний за створення деталей і викликів певної пригоди, зберігаючи при цьому реалістичну послідовність подій. По суті, Майстер Підземелля контролює всі аспекти гри, за винятком дій ігрових персонажів (ІП), і описує гравцям те, що відчувають їхні персонажі. Зазвичай у Dungeons & Dragons грають Майстер Підземелля та кілька гравців.
Назву було винайдено Tactical Studies Rules (TSR) для рольової гри Dungeons & Dragons і введено в другому доповненні до правил гри (Blackmoor) 1975 року.
Щоб уникнути порушення торговельних марок Dungeons & Dragons, а також для опису майстрів у жанрах рольових ігор, крім меча та чаклунства, інші ігрові компанії використовують більш загальні терміни, як-от Ігровий майстер (Game Master), Директор ігрових операцій (Game Operations Director — бекронім GOD), Суддя, Рефері або Оповідач (Storyteller). Деякі використовують більш езотеричні назви, пов'язані з жанром чи стилем гри, як-от «Хранитель таємних знань» (Keeper of Arcane Lore) із «Поклику Ктулху» та «Бог падуба» (Hollyhock God) із Nobilis.

## Роль
Майстер Підземелля (МП) бере на себе роль ігрового майстра або судді та описує іншим гравцям те, що вони сприймають в уявному світі гри, і який ефект мають їхні дії. Ця особа несе відповідальність за підготовку кожної ігрової сесії та має добре знати правила гри. З моменту створення системи Advanced Dungeons & Dragons у 1977 році правила містилися в трьох книгах у твердій палітурці: «Посібник гравця», «Посібник господаря підземелля» та «Посібник для монстрів». Також існує багато інших правил, але вони не потрібні для проведення гри.
МП керує оповіддю, створює сценарій і обстановку, в якій відбувається гра, підтримує темп і забезпечує динамічний зворотний зв'язок. У ролі оповідача МП відповідає за опис подій ігрової сесії D&D і прийняття рішень щодо ігрових ситуацій і ефектів на основі рішень, прийнятих гравцями. МП може розробити пригодницький сюжет і обстановку, в якій беруть участь ці ІП, або використати існуючий модуль. Зазвичай це розроблено як тип дерева рішень, якого дотримуються гравці, і налаштована версія може вимагати кількох годин підготовки на кожну годину, витрачену на гру.
МП  виступає в якості арбітра правил, як для навчання гравців правилам, так і для їх дотримання. Правила визначають механіку гри та способи вирішення подій, зокрема те, як персонажі гравця взаємодіють із ігровим світом. Хоча правила існують для забезпечення збалансованого ігрового середовища, за потреби МП може ігнорувати правила. МП може змінювати, видаляти або створювати абсолютно нові правила, щоб адаптувати їх до поточної кампанії. Це включає в себе ситуації, коли правила не застосовуються, що змушує імпровізувати. Прикладом може бути ситуація, коли ІП атакує жива статуя. Щоб знищити ворога, один ІП замочує статую у воді, а другий використовує свій конус холодного дихання, щоб заморозити воду. У цей момент він звертається до МП, кажучи, що вода розширюється, коли замерзає, і розбиває статую. МП може дозволити це або запропонувати кидок кубиків для визначення результату. У наведеному вище прикладі ймовірність кидка може виявитися на користь гравців, і ворог буде розбитий. І навпаки, правила не підходять для всіх випадків і можуть мати непередбачені наслідки. МП має зрештою провести межу між творчим використанням ресурсів (наприклад, стріляти дерев'яними стрілами в дракона, а потім використовувати заклинання, яке викривляє дерево на відстані) та експлойтом (наприклад, «бомбардування конем» — використання небойового заклинання, яке створює тимчасовий стрибок, на кілька десятків футів над ворогом).

## У художній літературі
У кампанії Faiths and Pantheons Dungeons & Dragons Фаерунський верховний бог Ао відповідає вищій сутності, яку називають «Господарем Підземелля».

## Подальше читання
- Moon, Kathryn (September 1989). How to Be a DM. GM. Т. 2. с. 54—57.